# Cryptochloris wintoni
Taupe dorée de De Winton
Espèce
Statut de conservation UICN

 CR B1ab(iii) : 
En danger critique
La taupe dorée de De Winton (Cryptochlorys wintoni) est un animal très peu connu, appartenant à la famille des taupes dorées. Présentes en Afrique australe, qui n'abrite pas de taupes vraies (famille des talpidae), elles ont été classées parmi les 25 espèces, en voie critique d'extinction et portées disparues, les plus recherchées. En 2023, alors qu'on la pensait disparue, une équipe de chercheurs décèle sa présence près de Port Nolloth en Afrique du Sud.

## Taxinomie
Cryptochlorys wintoni tient son nom du zoologiste britannique William Edward de Winton.

## Répartition et habitat
La taupe de De Winton ou Cryptochlorys wintoni fait partie des vingt-et-une espèces de taupes dorées, toutes présentes en Afrique australe, et pour la plupart seulement présentes en Afrique du Sud. Elle vit dans des terriers dans les dunes de sables où elle crée des réseaux de galeries de plusieurs kilomètres de longueur.

## Description
Cryptochlorys wintoni est une taupe de couleur jaunâtre, présentant la particularité de sécréter une huile lubrifiante de son pelage lui donnant son aspect iridisé et son nom de taupe dorée bien que les poils ne le soient pas directement. Animal aveugle comme tous les membres de la famille, elle possède des particularités anatomiques de son squelette qui lui permet de développer une hypersensibilité acoustique et sensorielle pour détecter ses proies et explorer son environnement.

## Comportement
Cryptochlorys wintoni vit dans des terriers et est capable de « nager » dans le sable.

## Écologie et préservation
Vue pour la dernière fois en 1936, l'espèce a été inscrite en 2017 sur la liste des 25 espèces les plus recherchées au monde. Son milieu naturel a en effet été bouleversé par l'exploitation des diamants alluviaux en Afrique du Sud.
En 2023, une équipe utilisant la technique de recherche d'ADN dans les prélèvements environnementaux (le sable collecté en 2021) met en évidence sa présence dans les dunes de sable de la ville de Port Nolloth en Afrique du Sud, et parvient à observer un spécimen et le prendre en photo,. L'équipe a repéré cinq populations de taupes dorées et estiment que l'espèce pourrait être plus largement répandue aujourd'hui.